# Henri Ahrens
Pour les articles homonymes, voir Ahrens.
Henri (Heinrich) Ahrens, de nationalité hanovrienne, né à Kniestadt (près de Salzgitter) (Royaume de Westphalie), le 14 juillet 1808, décédé à Leipzig le 2 août 1874, est un juriste et un philosophe, professeur à l'Université libre de Bruxelles où il enseigna de 1834 à 1848 la philosophie du droit, l'anthropologie et l'introduction à la psychologie.

## Biographie
Après des humanités au gymnase de Wolfenbüttel et des études à l'université de Göttingen, il dut quitter le Hanovre à la suite des troubles politiques de 1831.
Il était un disciple du philosophe panenthéiste Karl Christian Friedrich Krause. Paradoxalement, en raison de la barrière de la langue allemande, ce qui se nomme le krausisme, en particulier en Amérique latine et dans la péninsule ibérique, relève plus des travaux francophones d'Ahrens que de ceux de Krause.
Il se réfugia à Bruxelles, où il se lia avec l'historien Jean-Jacques Altmeyer, professeur à l'ULB et autre krausiste reconnu. Après quelques années, il quitta Bruxelles pour Paris.
Il retourna ensuite en Allemagne en 1848 où on le vit faire une carrière politique et devenir membre du Parlement de Francfort.
Il continua son enseignement universitaire et devint professeur à l'université de Graz puis à celle de Leipzig, ville où il mourut.